# ガンター氏測鎖

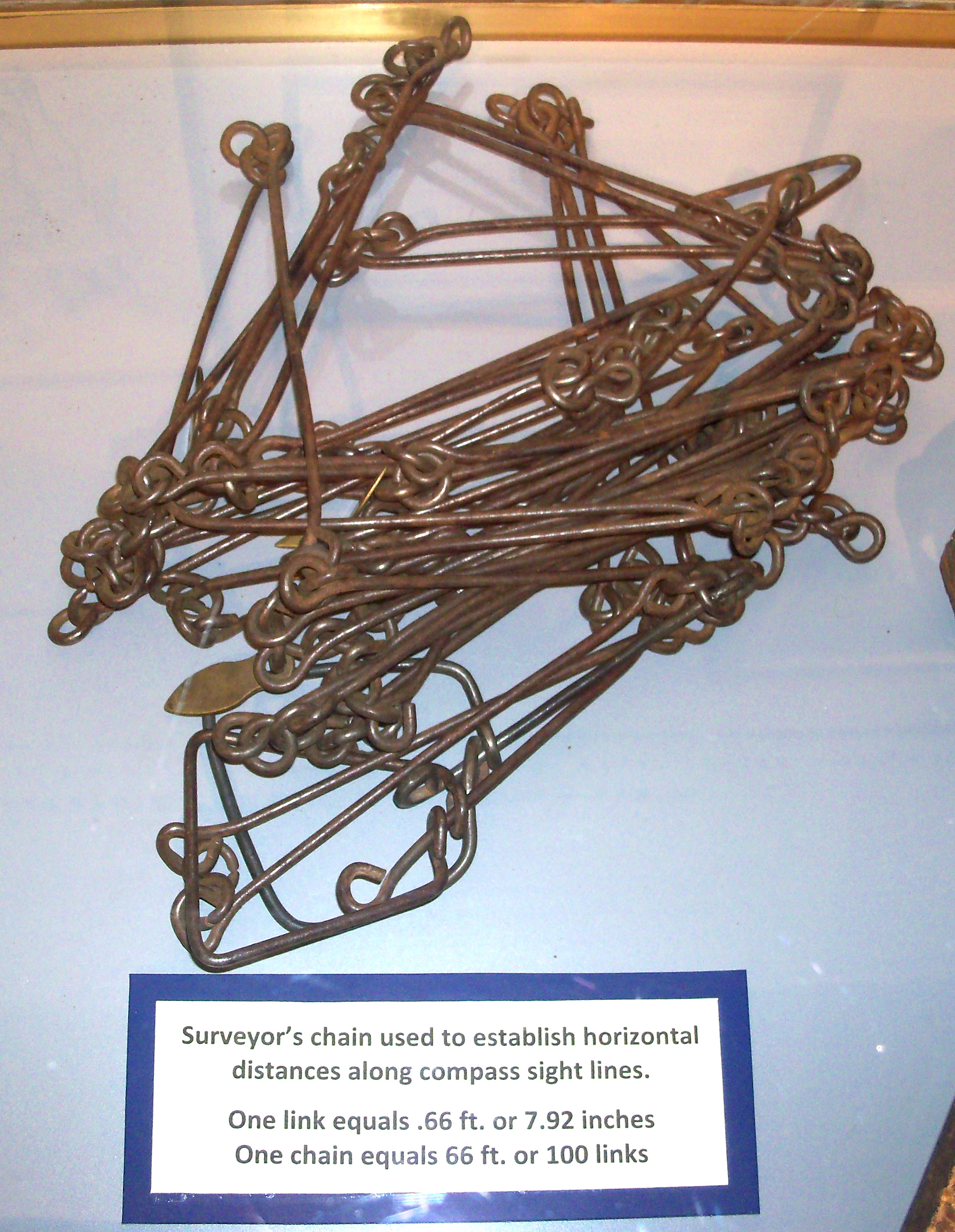
ガンター氏測鎖（キャンパス・マルティウス博物館蔵）

ガンター氏測鎖（ガンターしそくさ）またはガンター氏チェーン（Gunter's chain）は、測量に使用される、距離を測定するための道具である。
イギリスの聖職者で数学者のエドマンド・ガンター（1581年 - 1626年）が1620年に発明した。それまでは長い距離を正確に測定する道具がなく、ガンター氏測鎖の導入によって、土地の形状を正確に測量して図に描くことが可能となり、法的および商業目的のために利用された。
測鎖全体の長さがチェーン(chain)、測鎖を構成するリンクの長さがリンク(link)という長さの単位となった。チェーンとリンクは、その後大英帝国における法定単位となった。

## 概要
測鎖は100個のリンク(link)からなる全長が66フート (20.117 m)の鎖であり、中間の測量を容易にするために、10個おきにつけられた真鍮製のリングやタグによって10のグループに分けられる。従って、1つのリンクの長さは7.92インチである。4分の1チェーン（25リンク）は5½ヤードであり、この長さは1ロッド（またはポール）である。10チェーンが1ハロン、80チェーンが1法定マイルとなる。
ガンター氏測鎖は、互換性がないように見える2つの体系を調整した。4の倍数に基づく伝統的なイギリスの土地測量の単位と、10の倍数に基づく十進数である。1エーカーはガンターの方法では10平方チェーン（10万平方リンク）として測量される。よって、リンクで測量した面積を10万で割ればエーカーによる値に変換できる。

## 測定方法

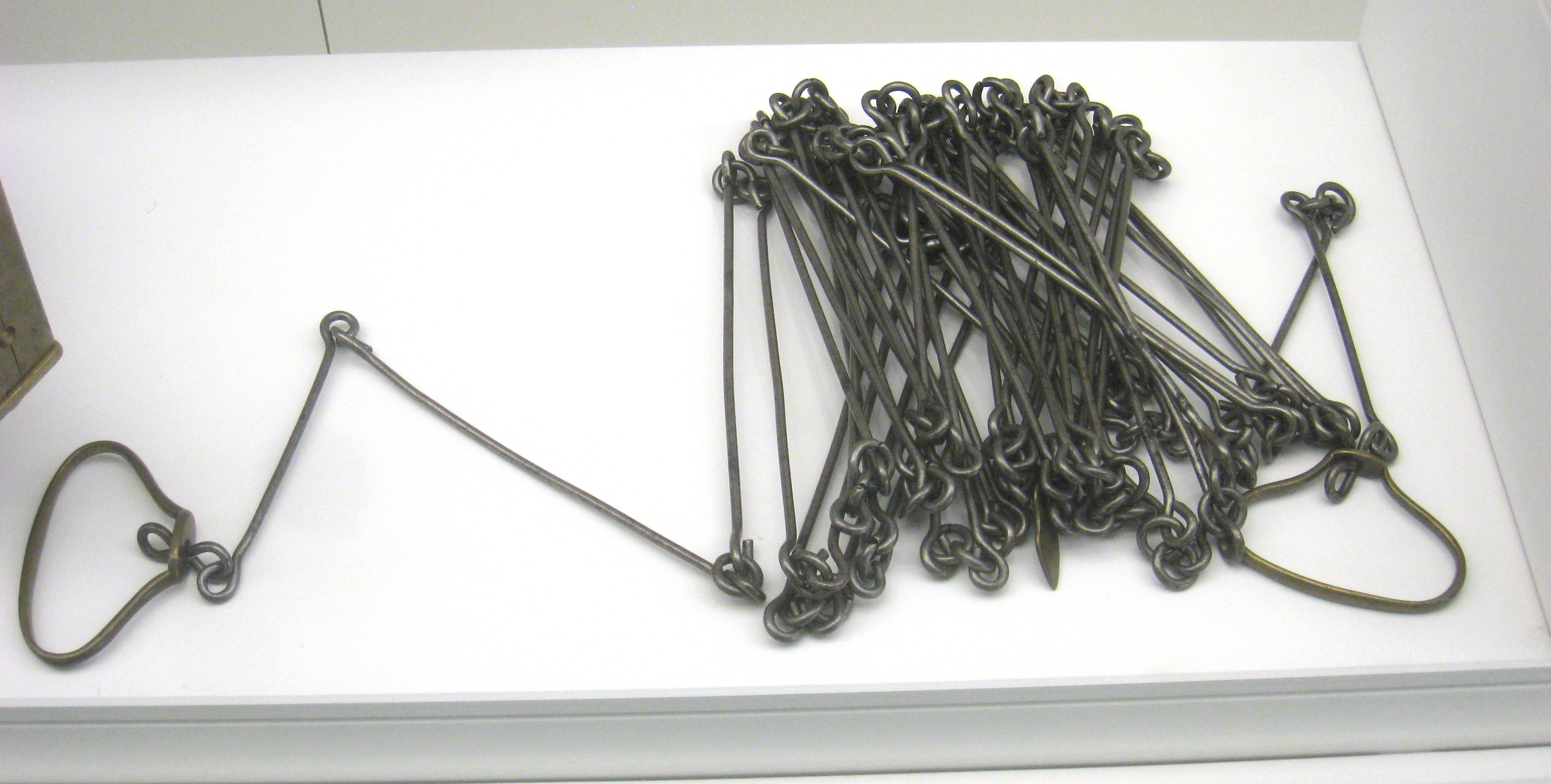
測量士の測鎖。アメリカ合衆国ニューヨーク州、1830年頃（国立アメリカ歴史博物館蔵）

ガンター氏測鎖を使って畑やその他の土地区画を調査するには、まず角やその他の重要な場所を特定し、次にそれらの点から2点ずつ選んでその間の距離を測定する。測量士には、測鎖を操作するチェーンマンの補助が必要である。測距棒（通常は目立つ色の木の棒）を目的の場所の地面に置く。始点から測鎖を測距棒の方向に広げ、測量士はチェーンマンに指示して、測鎖が完全に真っ直ぐで測距棒の方向に向いているようにする。測鎖の先端部をピンで地面に固定し、後端部も動かないようにして、再び目的地に向かって測鎖を広げる。このプロセスをranging（アメリカではchaining）といい、これを目的地の測距棒に到達するまで繰り返す。測量士はチェーンがいくつ置かれたかを記録し、測定距離内に何本のリンク（チェーンの100分の1）があるかを直接読み取る。通常、チェーンの両端はハンドルになっており、片方は測量に使用するが、もう片方は使用しない。内側のループ（左の国立アメリカ歴史博物館の写真に見える）は、測鎖を固定するためのピンを刺す場所である。多くのチェーンが終端をハンドルとして作られていたため、測定に含まれていた。
全ての2点間でこのプロセスを繰り返せば、土地の縮尺図は簡単に作成できる。このプロセスは驚くほど正確で、かつ非常に低いレベルの技術しか必要としない。土地が平らで連続的であれば、測鎖を使った調査は簡単である。それに対し、例えば大きな窪地や水路を越える測量は物理的に実施できない。傾斜地では、必要に応じて片端を上げて測鎖を水平にし、起伏によって長さや面積が増えないようにする。

## 長さの単位
ガンター氏測鎖は後にスチールテープ（巻尺の一種）に置き換えられたが、ガンター氏測鎖に由来するチェーンとリンクという単位は残った。1チェーンは66フィート、100チェーンに等しい。この単位はイギリスの鉄道やアメリカのいくつかの地域での位置識別子として今でも使われている。例えば、アメリカ合衆国では、公有地測量システムの図面は200年前のデータベースとの整合性を維持するためにチェーン単位で公開されている。アメリカ合衆国中西部では、特に農村部で、チェーン、ロッド、ポールといった単位を使った行為に遭遇することは珍しくない。オーストラリアやニュージーランドにおいて、19世紀から20世紀初頭にかけて作られた道路の幅は通常1チェーンだった。
クリケットのピッチの長さは1チェーン（22ヤード）である。